# 飛ぶ教室
『飛ぶ教室』（とぶきょうしつ、原題：Das fliegende Klassenzimmer）は、1933年に発表されたエーリッヒ・ケストナーの児童文学小説である 。30以上の言語に翻訳されている。
ドイツ国のキルヒベルクにある、ヨハン・ジギスムント高等中学（ギムナジウム）を舞台に、クリスマスシーズンの学校で起こる大小の事件を、寄宿舎に住まう生徒たちが知恵と勇気をもって、解決していく物語である。文は三人称で書かれ、前書きと後書きでは作者のケストナー自身も物語の中の人物かのように登場する。
作品が書かれた1933年当時、ドイツはナチスの支配下にあり、自由主義の作家は本を書くことを制限されていた。しかし、ケストナーの児童文学作品は人気があり、優れていたことから、児童文学作品のみ書くことを許され、発行に至った。

## あらすじ
小説は、作者であるエーリヒ・ケストナー自身が登場する、物語のフレームワークになっているお話から始まる。最初の章では、どうして彼が、オーベルバイエルンのグレイナウで過ごす夏休みにクリスマスストーリーを書くことにしたかについて語られる。この小説は、クリスマス休暇の直前、オーベルバイエルンの寄宿学校の高校生についてのものである。主な登場人物は、遊び友達である5人の寄宿学校生である。間もなくやってくるクリスマスパーティーのためのお芝居「飛ぶ教室」のリハーサルをしていて、クリスマス前のシーズンをさまざまな仕方で体験することになる。
クラスリーダーのマルチン・ターラーは、良心的で正義感が強く、貧しくてクリスマスに家に帰ることができない。静かで内向的な“ヨーニー”ヨナタン・トロッツは、実の両親に捨てられ、その妹夫婦に育てられている。養父が海外の船長であるため、寄宿学校でクリスマスを過ごすことになる。“マッツ”マチアス・セルブマンは、大柄で腕っぷしが強く、ボクサーを志望している。明るくて優しい気さくな性格で、力があり、肌が厚く、ボクサーのマックス・シュメリングに憧れており、クリスマスに持っていくパンチボールを楽しみにしている。敏感で恐がりな“ウリー”ウルリッヒ・フォン・ジンメルンは勇気がなく、クリスマス前に自分が臆病者ではないことを証明したいと思っている。インテリで人一倍繊細なゼバズチアン・フランクは、クリスマスと贈り物の交換なんてを無意味だと考えているが、それでも伝統にはこだわっている。そして、大人で寄宿学校の教師であり、誰もが敬意を払う“正義先生”ヨハン・ベクと、国有鉄道の廃棄車両(禁煙車両)に住み、フレンドリーで時折ピアニストの仕事をしている「禁煙」先生である。
物語は個々のエピソードで構成されている。
まず、同級生で教師の息子のルディ・クロイツカムは、国語(ドイツ語)の先生である父親のクラスの読本の教科書とともに、昔から仲の悪い実科学校の生徒たちに拉致され、地下室に閉じ込められる。2つの学校間の雪合戦の戦いが困ったことになっている。禁煙先生は、最強の高校生（ハインリッヒ・ワァヴェルカ）が最強の高校生（マッツことマティアス・ゼルブマン）と一対一で戦い、戦いの勝者が学校戦争の勝者になるというのはどうかと提案する。マッツは戦いに勝つが、実科学校生たちは約束を破り、囚人を解放してくれない。5人のギムナジウム生は力づくでに仲間を解放しなければならないが、読本の教科書が捕まっていたルディの前で燃やされたと分かる。子供たちはベック先生によって厳しく尋問されることになる。門限を破って罰を受ける覚悟を決めた少年たちに、正義先生は自分の少年時代の思い出を語って聞かせる。先生は多感な少年たちに、罰ではなく友情の大切さを教えようとしたのである。先生の思い出話に登場する先生の親友は行方不明で、先生はその消息を長い間探している。
それと並行したエピソードには、クリスマス前に行われる予定の「飛ぶ教室」というタイトルのお芝居のリハーサルがある。それから、ウリが自分の勇気を証明しようと、傘を片手にはしごから飛び降りて足を骨折する事件。
そして、ベク先生の消息不明だった親友が、鉄道車両に住んでいる禁煙先生だったという予想外の出来事があり、ベック先生は親友と再会を果たす。ベク先生がマルチンに旅費をプレゼントしてくれたので、彼はクリスマスに貧しい両親の待つ家に帰れることになった。
最後に、物語のフレームワークのお話しに戻り、著者が2年後にベルリンでヨーニーと彼の養父にどのように会ったかを語る（ミュンヘンのホーフガルテンの最初の映画版で）。彼のすべての仲間と彼はちゃんとしたおとなになり、それぞれにしっかりしていて、生活を楽しんでいる。特に、ウリは現在みんなの中で最も頑張っている。
1936年の冬季オリンピックの後、ケストナーは、「2人の生徒が姿を消した」というタイトルで、続編として短い物語を書いている。この短編の中では、ギムナジウムの5年生になったマティアスとウリーがガルミッシュ・パルテンキルヒェンでの冬季オリンピックを観戦したくて、キルヒベルクの寄宿学校を抜け出し、彼らは英国のアイスホッケー選手と友達になったりしている。

## 主な登場人物

### ヨハン・ジギスムント高等中学生
“3マークくん”マルチン・ターラー
高等科1年生。家が貧しいが、持ち前の努力で奨学金を受けている勤勉家。首席。絵画の才能もある。癇癪持ちの一面があり、自らの正義のためには手を上げる。ヨナタンの親友。“3マーク”は1ターラーが3マークであることから。
“ヨーニー”ヨナタン・トロッツ
高等科1年生。ニューヨーク生まれだが、4歳のときにドイツ人の実父に捨てられ、単身ドイツへと渡らされる。読書家で、クリスマス劇『飛ぶ教室』の作者でもある。
“マッツ”マチアス・ゼルプマン
高等科1年生。勉強は苦手だが、喧嘩が強くボクサーを志している。常に腹を空かせており、菓子やパンが手放せない。学校前の菓子店で、一袋20ペニヒの「お菓子のくず」を買うのを日課のようにしている。
ウリー・フォン・ジンメルン
高等科1年生。フォンの称号が示すように貴族出身（「ジンメルン男爵家」は実在する）。小柄な体格の持ち主で、臆病な性格をからかわれることが多かったが、ある事件を起こして勇気を示した。マチアスの親友。
ゼバスチアン・フランク
高等科1年生。読書家で弁が立つ。実業学校の生徒との喧嘩の際は、軍使として活躍した。
テオドル
最上級生で、寄宿舎第9室の室長。規則に厳しく、杓子定規なところがある。「美少年テオドル」と呼ばれることが多い。
ルディ・クロイツカム
高等科1年生。同学校の国語（ドイツ語）教師を父に持つ通学生。下校途中に実業学校の生徒に拉致される。
シュテッカー
中等科3年生。クリスマス劇『飛ぶ教室』でウリーの代役を務める。劇では金髪のかつらを被って少女を演じたが、はまり役で喝采を博した。

### 先生たち
“正義先生 (justus)”ヨハン・ベク
ヨハン・ジギスムント高等中学の舎監の先生で、ヨナタンたちの憧れの人。親友が失踪してしまった過去がある。クリスマス・イヴに、家が交通費を出せないためにクリスマス休暇にも帰省出来ないマルチンに、実費を大幅に上回る額の現金をプレゼント代わりに贈った。
クロイツカム
ヨハン・ジギスムント高等中学の国語（ドイツ語）教師。ルディの父。
“禁煙先生”ローベルト・ウトホフト
ヨハン・ジギスムント高等中学の近くに住んでいる男性。ヨナタンたちのよき理解者。現在は料理店「されこうべ」(Skelett) でピアノを弾き賃金を得ているが、元は医者だった。廃車になった鉄道の禁煙車を譲り受けて改造した家を自宅にしているため「禁煙先生」の愛称で呼ばれるが、実際は喫煙者である。
ベクの失踪した友人。

### 実業学校生
エーガーラント
実業学校生のリーダー的存在。ルディを拉致し、家の地下室に監禁した。
ハインリヒ・バベルカ
マチアスと一騎討ちの対決をした。

## 作中における『飛ぶ教室』
タイトルの『飛ぶ教室』は、クリスマスに上演する劇として作中に登場する。これはヨナタンが書いた戯曲で、学校が将来どのように運営されるかを描いており、5幕から構成される。演出はヨナタンが兼任し、絵が得意なマルチンが背景画を担当した。稽古は体育館で行い、長期休暇前の最後の日の晩に披露した。
物語のあらすじは、中学校の教師が生徒たちと飛行機に乗り、ベスビアス火山、ギゼーのピラミッド、北極を回って現地を学習する、というものである。教師と生徒たちはその後、飛行機の故障と操縦の失敗により天国へ行き、出演者と観客が「きよしこの夜」を歌って劇は締めくくられる。
劇中の主な登場人物と出演者は、中学校の教師（ゼバスチアン）、遍歴学生の妹（シュテッカー）、ラムセス2世（ヨナタン）、ペテロ（マチアス）である。当初、遍歴学生の妹役はウリーが演じる予定だったが、公演前日にけがを負ったため降板し、シュテッカーが代役を務めた。

## 受容
カタリーナ・デーブラーは、2003年に、当時すでに刊行後、70年が経過していたケストナーの児童書は、その中で扱われている基本的な問題が時代の変化に影響されないため、永遠の時代や時代に適していると強調した。
ヨナタン・トロッツが幼児期に経験した育児放棄、ウルリッヒ・フォン・ジンメルン少年を危険な勇気試練へと導く承認欲求、マルティン・ターラーと彼の家族が直面する貧困による制約など、「子ども時代の醜い基本的経験」は今でも存在すると彼女は言う。デーブラーは、このような恨み辛みに対抗する友情の防波堤の構築を賞賛し、本書をユートピア的で道徳主義的でありながら、なお有効な教育的対案と見なしている。とはいえ、彼女はこの本が全体として時代を超越しているとは考えておらず、この児童小説が当時の刻印を残していることを明確に指摘している。この本を読めば、馬鹿騒ぎ、厳格な上下関係、男の戦闘と同志の儀式の礼賛に気づくだろう。この本は1933年に出版された。「彼らの子ども時代でさえ、こういうことが彼らの頭を悩ませていた。しかし、読者には保護機能がある。何か奇妙なものに直面したとき、読者は親しみやすいもの、刺激的なもの、手に汗握るものに目を向け、別のものを読む。そして、『飛ぶ教室』にはそれがたくさんある。」

## 日本語訳
- 高橋健二訳、ケストナー少年文学全集 (4) 岩波書店（イラスト：ヴァルター・トリアー）1962年、のち偕成社（旧訳判）
- 山口四郎訳、講談社文庫（旧版） 1983年、講談社「少年少女世界文学館 15」 1987年、講談社青い鳥文庫（イラスト：滝平加根）1992年、講談社文庫（イラスト：桜井誠）2003年
- 若松宣子訳、偕成社文庫（イラスト：フジモト マサル）2005年
- 植田敏郎訳、（世界名作文学集）国土社 2003年
- 丘沢静也訳、光文社古典新訳文庫 2006年
- 池田香代子訳、岩波少年文庫 2006年
- 那須田淳・木本栄訳、角川つばさ文庫（イラスト：patty） 2012年
- 池内紀訳、新潮文庫、2014年

## 映画化
本作は4回映画化されており、1954年版が原作小説に最も忠実で、ケストナーが本人および語り手として登場している。
2度目の映画化である1973年版では、ケストナーが小説『飛ぶ教室』をどのように書いたかを語る前日譚が省略された。それ以外には、1970年代に変化した生活条件にごくわずかな調整が加えられただけである。ただし小説では冬に行われるエピソードが夏に移動され、結末も大幅に変更された。映画では最後に学校のクラス全員がモンバサに飛び、空飛ぶ教室が現実になる。
オリジナルストーリーとして最も大幅に変更されたのは、2003年版の『飛ぶ教室』である。小説では詳細に描写されている集団暴行シーンはほとんど省略されてしまった。主要な登場人物（名前の与えられている人物）は、「外部」（寄宿学校に住んでいない仲間の学生）からの攻撃に苦しむ平和を愛する学生として描かれている。外部のクラスメートからの攻撃は、「通学路でのいじめ」などの現代的なトピックとして解釈されなおした。さらに、イベントは通常の寄宿学校からライプツィヒの聖トーマス合唱団の寄宿学校に移されている。日本ではこの2003年版のみが公開されており、恵比寿ガーデンシネマほか全国で公開された。
2023年には4度目の映画化がされた。

## 舞台
2011年10月13日から11月6日に演劇集団キャラメルボックスによって舞台化されている。翻訳は山口四朗訳（講談社文庫）で、構成・演出は成井豊が担当した。

### 出演
- マルチン - 多田直人
- マチアス - 筒井俊作
- ケストナー/エーガーラント/校長先生 - 左東広之
- ケストナーの母/フリドリン/マルチンの母 - 石川寛美
- 禁煙さん/マルチンの父 - 石原善暢
- ウリー - 小林千恵
- バベルカ/クロイツカム先生 - 小多田直樹
- ジョーニー - 井上麻美子
- セバスチアン - 鍛治本大樹
- ルディ/ウリーの母 - 森めぐみ
- 駅員/テーオドール - 小笠原利弥
- エーガラントの母/クルト/看護婦 - 小林春世
- ハンス/カール/シュテッカー - 笹川亜矢奈
- ゴットフリート/ベク先生 - 大家仁志（客演）